# Роджерс, Джон Хуберт
Джон Хуберт Роджерс (англ. John Hubert Rodgers, 9 октября 1915 года, Wallaceville, Новая Зеландия — 10 января 1997 года) — католический епископ, апостольский викарий островов Тонга и Ниуэ с 29 июня 1953 года по 21 июня 1966 года, первый епископ Тонги с 21 июня 1966 года по 1 марта 1973 года, епископ Раротонга с 1 марта 1973 года по 21 марта 1977 года, супериор Фунафути с 7 августа 1985 года по 14 сентября 1986 года. Член монашеской конгрегации маристов.

## Биография
Родился в 1915 году в селении Wallaceville, Новая Зеландия. После получения среднего образования поступил в монашескую конгрегацию маристов. 15 декабря 1940 года был рукоположён в священники.
29 июня 1953 года римский папа Пий XII назначил его вспомогательным епископом Тонги и титулярным епископом Сбиды. 11 февраля 1954 года состоялось его рукоположение в епископы, которое совершил титулярный архиепископ Дерко Питер Томас Маккифри в сослужении с архиепископом Окленда Джеймсом Майклом Листоном и епископом Крайстчерча Эдвардом Майклом Джойсом.
Участвовал в работе II Ватиканского собора.
21 июня 1966 года римский папа Павел VI преобразовал апостольский викариат островов Тонги и Ниуэ в епархию Тонги и назначил Джона Хуберта Роджерса её первым епископом. 7 апреля 1972 года подал в отставку и был назначен титулярным епископом Капут-Цилы.
1 марта 1973 года римский папа Павел VI назначил его епископом Раротонга. С 21 марта 1977 года — вспомогательный епископ Окленда и титулярный епископ Нигизуби. С 7 августа 1985 года по 14 сентября 1986 года — супериор Фунафути.
Скончался 10 января 1997 года.